# Provinciaal Park Butter Pot
Het Provinciaal Park Butter Pot (Engels: Butter Pot Provincial Park) is een provinciaal park in de Canadese provincie Newfoundland en Labrador. Het natuurgebied ligt in het zuidoosten van het eiland Newfoundland.
Het park werd in 1958 opgericht en is daarmee het op één na oudste provinciaal park van Newfoundland en Labrador. Het is vooral in de zomer een van de populairste parken in de provincie, mede doordat het op minder dan een halfuur rijden ligt van de hoofdstad St. John's.

## Ligging
Het provinciaal park ligt op Newfoundlands zuidoostelijke schiereiland Avalon. Het ligt in gemeentevrij gebied ten oosten van Holyrood en ten zuiden Conception Bay South, twee gemeenten die deel uitmaken van de Metropoolregio St. John's. Het park wordt in het oosten zelf begrensd door de Trans-Canada Highway en is bereikbaar via een aantal uitritten op die verbindingsweg.
Het ligt 36 km ten zuidwesten van de provinciehoofdstad St. John's.

## Omschrijving en activiteiten
Het Provinciaal Park Butter Pot heeft een oppervlakte van 2.833 hectare (28,33 km²). Het is een natuurgebied dat bestaat uit een gevarieerd terrein en vegetatie. Het gebied huisvest bossen, veen, heide en talloze meren. De vele meren staan open voor bezoekers om te zwemmen, vissen en peddelen. Een van de bekendste meren is de Big Otter Pond, die een zandstrand heeft.
Wandelpaden leiden bezoekers door zowel wouden als vlaktes en tot bij verscheidene uitkijkpunten. In het westen ligt de Butter Pot (ook Butter Pot Hill genoemd), een opvallende en rotsachtige heuvel waaraan het park haar naam dankt. Deze heuvel fungeert als het belangrijkste uitkijkpunt in het gebied.
Enkele paden zijn ook toegankelijk voor fietsers, terwijl ze in de winter ook gebruikt kunnen worden door langlaufers en sneeuwschoenwandelaars. Gletsjers hadden een grote rol bij de totstandkoming van het gebied, wat goed zichtbaar is door de vele zwerfstenen die langs de paden liggen.
Aan de oevers van zowel de Big Otter Pond als Peter's Pond bevinden zich verscheidene kampeerplekken. In totaal huisvest het park 175 kampeerplaatsen die allen voorzien zijn van een parkeerplaats, een picknicktafel en plaats om een kampvuur te maken. Er zijn ook een aantal speeltuinen.
Het beschermd gebied heeft de IUCN-categorie II ("nationaal park").

## Fauna
Het natuurgebied huisvest ruim 200 vogelsoorten en is dan ook in trek bij vogelspotters. Seizoensgebonden komen onder andere de roodkroonhaan, Noordse waterlijster, heremietlijster, witkeelgors, rode roodstaartgors en geelstuitzanger er voor. Vogels die het hele jaar door in Butter Pot verblijven zijn onder meer de grijze junco, Hudsonmees en haakbek.
Andere dieren die het park hun thuis noemen zijn onder meer poolhazen, grondeekhoorns, rode eekhoorns, vossen, elanden, Canadese bevers en vleermuizen.

## Flora
Het meest voorkomende vegetatietype is boreaal woud dat voornamelijk bestaat uit zwarte sparren en balsemzilversparren. Er zijn ook veel uitgestrekte en vrij kale vlaktes met ondiepe en zure grond. Hier komt desondanks ook begroeiing voor, zij het van kleinere planten en struiken zoals bosbessen, moerasrozemarijn en Rhododendron canadense.

## Galerij

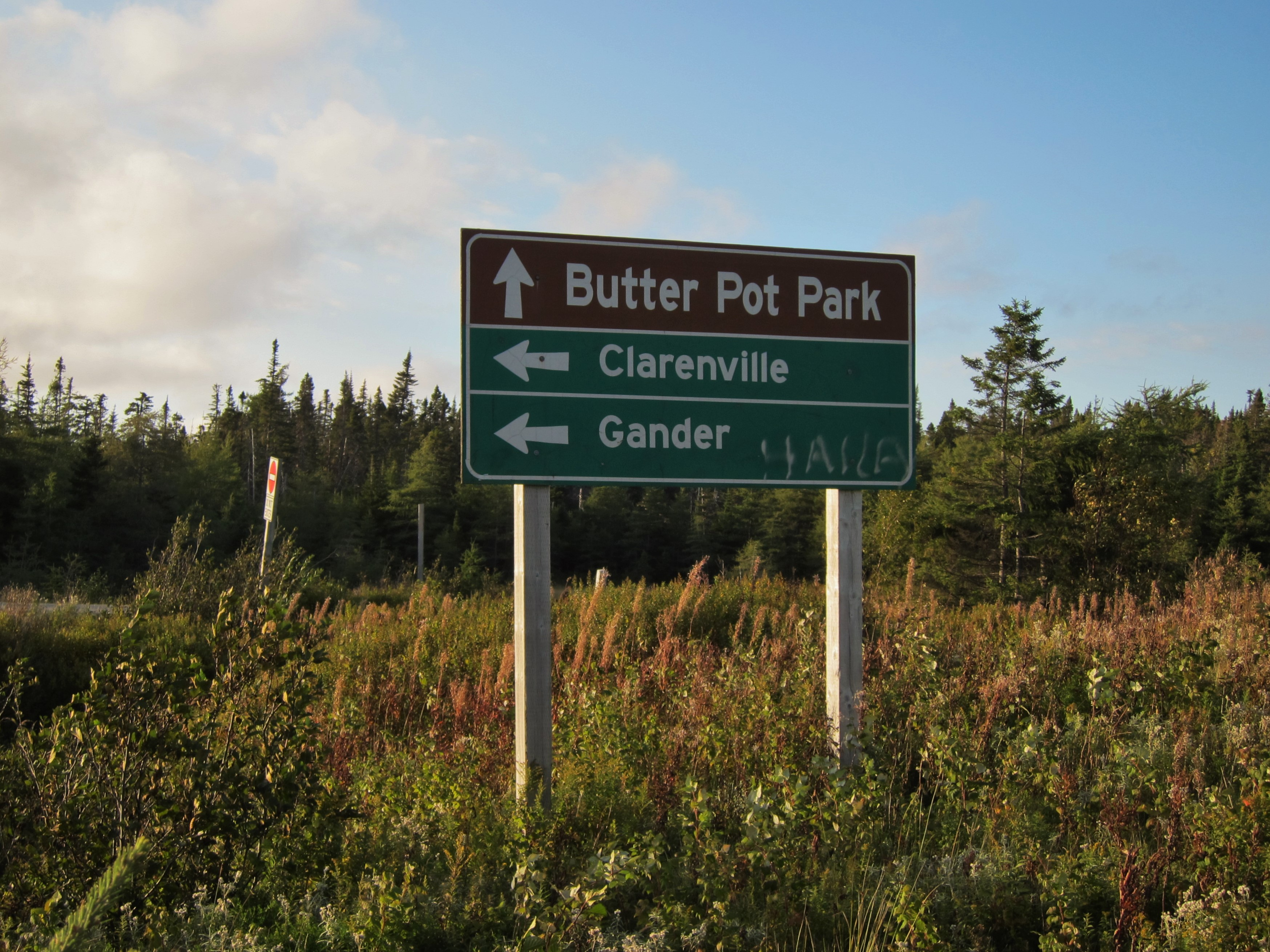
Verkeersbord met pijl richting het park
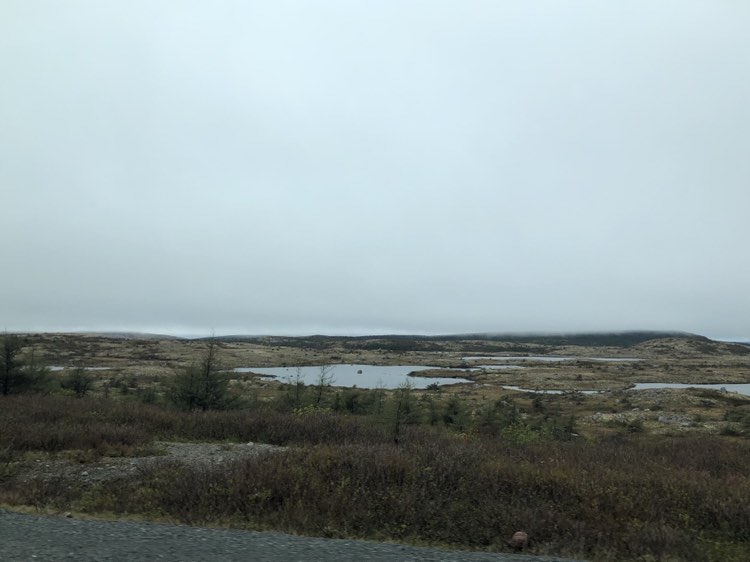
Kaal en met meertjes bezaaid landschap gezien vanaf de TCH
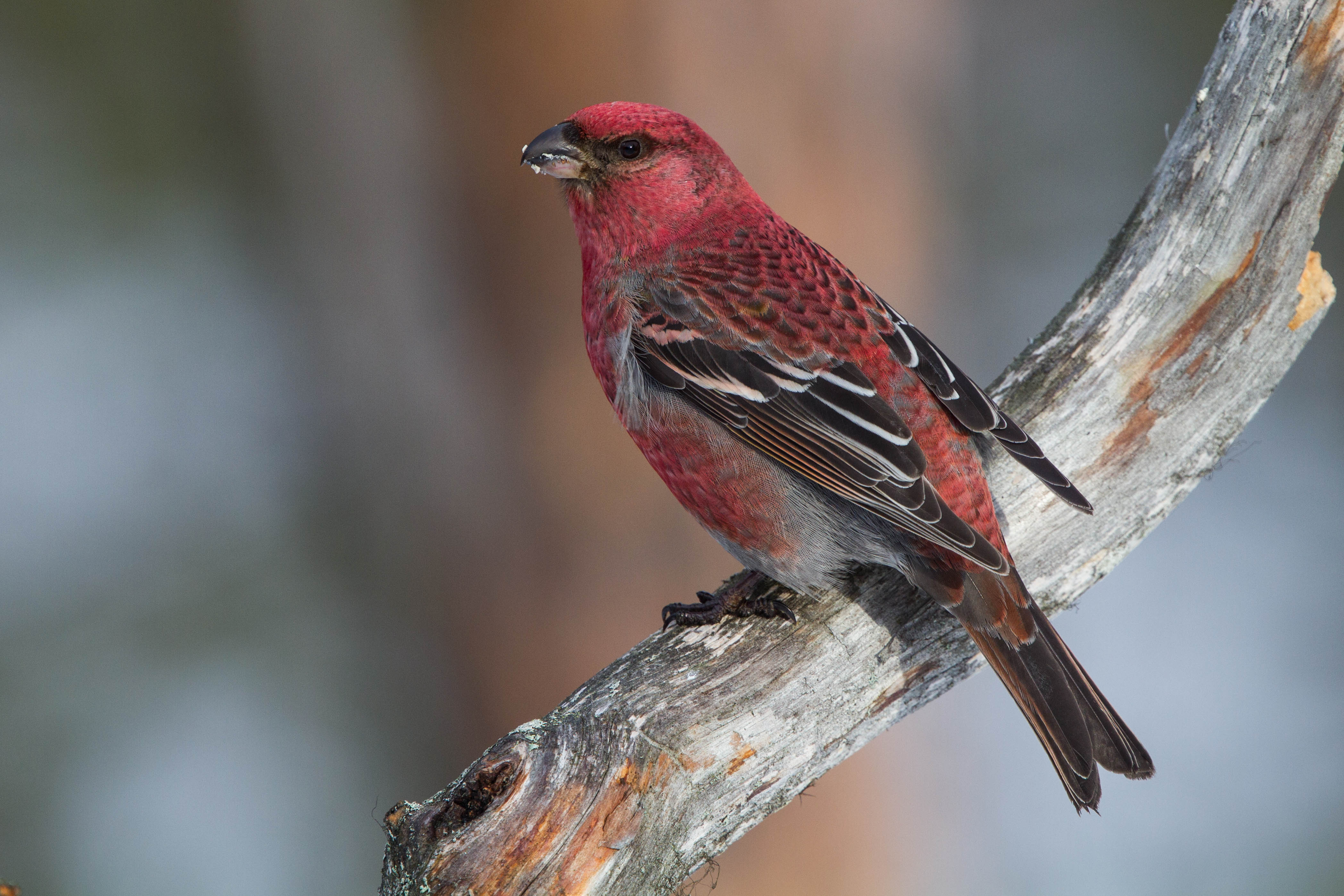
Een mannetjeshaakbek